# 馬里蘭州第一騎兵團
馬里蘭州第一騎兵團於1861年8月至1862年6月在巴爾的摩和威廉斯碼頭成立。

## 戰場生涯
- 由石牆傑克森發動的河谷會戰:承受了慘重的傷亡和失敗
- 細德山之役
- 間維爾之役
- 第二次牛奔河之役
- 白蘭地車站之役
- 蓋茨堡之役: 只是第三天
- 由格蘭特發動的莽原之役
- 由Sheridan發動的1864河谷會戰
- 彼得斯堡圍城戰
- 阿波馬托克斯縣府(Appomattox Court House)

## 死傷
陣亡: 68人
病亡:133人